# 090金融
090金融（ゼロキューゼロきんゆう）とは、携帯電話の番号と業者名のみを示して顧客を勧誘し、正体を明かさないまま営業する違法な貸金業者で、闇金融の一種である。

## 概要
日本において貸金業を営むには必ず「固定電話の番号」を設置して貸金業登録しなければならず、宣伝広告にはその登録された「固定電話の番号のみ」を掲載しなければならないと貸金業法で義務付けられており、携帯電話の番号による登録や、宣伝広告への携帯電話番号の掲載（併記）は一切認められない。そのため、宣伝広告に固定電話の番号を掲載していない業者や、携帯電話の番号を掲載（併記）している業者は、すべて無登録で営まれる非合法な業者（闇金融）である。この際、金利の高低は関係無いが、一般に090金融は法定利息を超える金利で貸し出している。
電話番号が「090-****-****」の他、「080-****-****」や「070-****-****」、中には「090*-***-****」「080*-***-****」「070*-***-****」と固定電話のように見せかけて表示する業者もあるが（日本の市外局番で3桁目に「0」の入るものは存在しない。なお例外的に0800-***-****は固定電話の着信課金）、これらも総称して「090金融」と呼ばれるのが一般的である。
連絡先を携帯電話の番号だけしか持たず、その携帯電話も他人や架空の名義で取得した「飛ばし携帯」であったり、悪質代理店の架空契約携帯電話の横流し品であったり、遺失物または盗品であったりする。このため業者の所在や実態がほとんど判明せず、違法行為が行われていても捜査が極めて困難である（他にも、不使用時には電源を切って電波を発しないようにしたり、非通知や公衆電話（または特定の電話番号）からの着信を拒否するなど、携帯電話特有の機能を悪用するケースもある）。闇金融を撲滅する手段として、090金融の広告で用いられている番号を全て調べて停止させ、一切利用させない案があるが、「090-****-****という番号が闇金融で使われているので、利用できなくなるようにしてほしい」と事業者や警察に通報して届け出ても、その番号の実態がつかめず、顧客の守秘義務などが障壁となり、即座に停止させることができないため、実現には至らないのが現状である。
しかし、貸金業の電話番号が全て固定電話だからといって、それだけで闇金融が壊滅する訳ではなく、転送電話型電話代行によって、固定電話番号から携帯電話に転送していた事例が報告されるなどしている。

## プリペイド式携帯電話
かつてはプリペイド式携帯電話が悪用される事が多かったが、2000年頃から、プリペイド式携帯電話購入時に身分証明書等を提示による本人確認を義務づけ、携帯電話会社による開通作業を行わなければ使用できないようになったこと、また2005年から携帯電話不正利用防止法が一部施行されたことから、プリペイド式携帯電話の悪用は制約が大きくなっている。